# La Nava de Jadraque
La Nava de Jadraque es una localidad española, pedanía de El Ordial, en la provincia de Guadalajara. 

## Geografía
Se encuentra situada en la Sierra Norte de Guadalajara, en un valle a los pies de La Cabrera, entre el Alto Rey y del pico Ocejón. Está ubicada en el término municipal de El Ordial, perteneciente a la provincia de Guadalajara, en la comunidad autónoma de Castilla-La Mancha.
Existen en la zona algunos robles y encinas centenarios, destacando uno próximo a una fuente (conocida como la de "los reajos") y una zona de barbacoas conocido como "El Roble". En el verano de 2019, parte del roble, debido al peso, se resquebrajó, quedando aún parte del mismo. También existen numerosos manantiales naturales en sus alrededores.

## Historia
Hacia mediados del siglo XIX, la localidad, que por entonces ya pertenecía al distrito municipal de El Ordial, tenía una población de 56 habitantes y unas 18 casas. Aparece descrita en el decimosegundo volumen del Diccionario geográfico-estadístico-histórico de España y sus posesiones de Ultramar de Pascual Madoz de la siguiente manera:

NAVA DE JADRAQUE : (la) ald: del distrito municipal Ordial, en la prov. de Guadalajara (6 leg), part. jud. de Atienza (4), aud. terr. de Madrid (16); c. g. de Castilla la Nueva, dióc. de Sigüenza (5 1/2): sit. á la márg. der. del del r. Bornova, en terr. áspero y pedregoso, con buena ventilacion y clima frio; tiene 18 casas; la que fue de ayunt.: escuela de instruccion primaria á cargo de un maestro á la vez sacristan, que percibe una corta dotacion; una igl. parr. servida por un cura y un sacristán: térm., confina con los de Robredo, Gascueña, El Ordial, Arroyo y Zarzuela: el terreno, fertilizado en parte por el r. de que se ha hecho mérito, es pedregoso, áspero y de inferior calidad: caminos, los que dirigen á los pueblos limitrofes: correo, se recibe y despacha en la cab. del part.: prod. poco trigo, centeno, cebada avena, judias y olías legumbres, patatatas, algunas hortalizas, y buenos pastos con los que se mantiene ganado lanar, cabrio y vacuno; hay caza de diferentes especies y pesca de barbos pequeños: pobl.: 16 vec., 56 alm. cap. prod.: 512,000 rs. imp. 23,600 contr.: 2,076..
(Madoz, 1849, p. 38)

Como muchos otros de su entorno, estuvo al borde de la despoblación a mediados de los años 1970, debido a la migración de la población más joven hacia las ciudades, principalmente Guadalajara y Madrid.

## Economía
La economía del pueblo se basa en la ganadería de bovino y en la caza de jabalíes, corzos, tejones, liebres, conejos, perdices, etcétera. En las montañas próximas existen unas antiguas minas de oro que ya se explotaban en la época de los romanos y que hace ya bastantes años fueron abandonadas al no ser rentable su explotación.

## Fiestas
Las fiesta patronates de San Ramón, que siempre fueron el 31 de agosto, en los últimos años se han adelantado sobre el 20 o 24 agosto para que pueda acudir un mayor número de gente que suelen pasar allí parte de sus vacaciones.